# Sergej Starikov
Sergej Viktorovitsj Starikov (Russisch: Сергей Викторович Стариков) (Tsjeljabinsk, 19 juni 1958) is een Sovjet-Russisch ijshockeyer.
Starikov won tijdens de Olympische Winterspelen 1984 en 1988 de gouden medaille met de Sovjetploeg en in 1980 de zilveren medaille.
Starikov maakte in 1989 de overstap naar de NHLclub en speelde slechts 16 duels voor deze club.